# Reino Börjesson
Reino Börjesson (Borås, 1929. február 4. – 2023. október 21.) világbajnoki ezüstérmes svéd válogatott labdarúgó.

## Pályafutása
1951 és 1953 között az IFK Göteborg, 1953 és 1958 között a Norrby, 1959 és 1961 között az Örgryte labdarúgója volt. 1951 és 1958 között tíz alkalommal szerepelt a svéd válogatottban és három gólt szerzett. Tagja volt az 1958-as világbajnokságon ezüstérmes csapatnak.

## Sikerei, díjai
Svédország
- Világbajnokság
  - ezüstérmes: 1958, Svédország